# Стукачовка
Стукачовка (біл. Стукачоўка) — селище в Довголіській сільраді Гомельського району Гомельської області Білорусі.

## Географія

### Розташування
У 13 км від залізничної станції Прибор (на лінії Калинковичі — Гомель), 20 км на південний захід від Гомеля. 
Межує з лісом.

## Гідрографія
На сході меліоративні канали, з'єднані з річкою Сож (притока річки Дніпро).

## Транспортна мережа
Автодорога Михальки — Калинковичі — Гомель. 
Планування складається з двох коротких вулиць, які розходяться на північний захід і північний схід. 
Забудова дерев'яна, садибного типу.

## Історія

### У складі Великого князівства Литовського
За письмовими джерелами селище відоме з XVIII століття як село в Речицькому повіті Мінського воєводства Великого князівства Литовського. 

### У складі Російської імперії
Після Першого поділу Речі Посполитої (1772) в складі Російської імперії. Входила до складу маєтку Михальки, володіння поміщиці Володьковичевої, пізніше — Хотянівської. Згідно з переписом 1897 року розташовувалися: село — хлібозаготівельний магазин, трактир і селище, в Дятловицькій волості Гомельського повіту Могильовської губернії.

### У складі БРСР (СРСР)
У 1930 році був організований колгосп, працювали вітряк і кузня. 

#### Німецько-радянська війна
Під час німецько-радянської війни 38 жителів загинули на фронті. 
У складі радгоспу «Мирний» (центр — село Михальки).

### У складі Республіки Білорусь
У 2009 році поряд з селом було відкрито новий міський цвинтар Гомеля — Стукачовське кладовище.

## Населення

### Чисельність
- 2004 — 18 господарств, 31 житель.